# Yên Bái (Provinz)
Yên Bái ist eine Provinz von Vietnam. Sie liegt in der Nordwestregion.

## Distrikte
Yên Bái gliedert sich in 7 Distrikte:
- Lục Yên
- Mù Cang Trải
- Trạm Tấu
- Trấn Yên
- Văn Chấn
- Văn Yên
- Yên Bình

Die Provinzhauptstadt Yên Bái und die Stadt Nghĩa Lộ sind eigene Gemeinden.

## Natur
Die Provinz wird von südlichen Ausläufern der Hoàng-Liên-Sơn-Gebirgskette durchzogen. Im Distrikt Mù Cang Chải wurde 2004 auf einem Gebiet von 20.000 ha an der Grenze zur Provinz Lào Cai das Artenschutzgebiet Mu Cang Chai Species/Habitat Conservation Area (MCC SHCA) zum Schutz der bedrohten Bergtierwelt eingerichtet.

## Tourismus
Die Provinz ist noch ziemlich unerschlossen, besonders im höher gelegenen westlichen Teil. Dort wird versucht, ein kleines Festival zur Reiserntezeit (Ende September) in Mù Cang Trải zu etablieren. Da und um das Markstädtchen Tú Lệ befinden sich bemerkenswerte Reisterrassen-Siedlungen, z. T. angelegt in engen Nebentälern, die von der Hauptstraße nur über enge, sehr steile Sträßchen erreichbar sind.

Hmong-Frauen bei der Reisernte
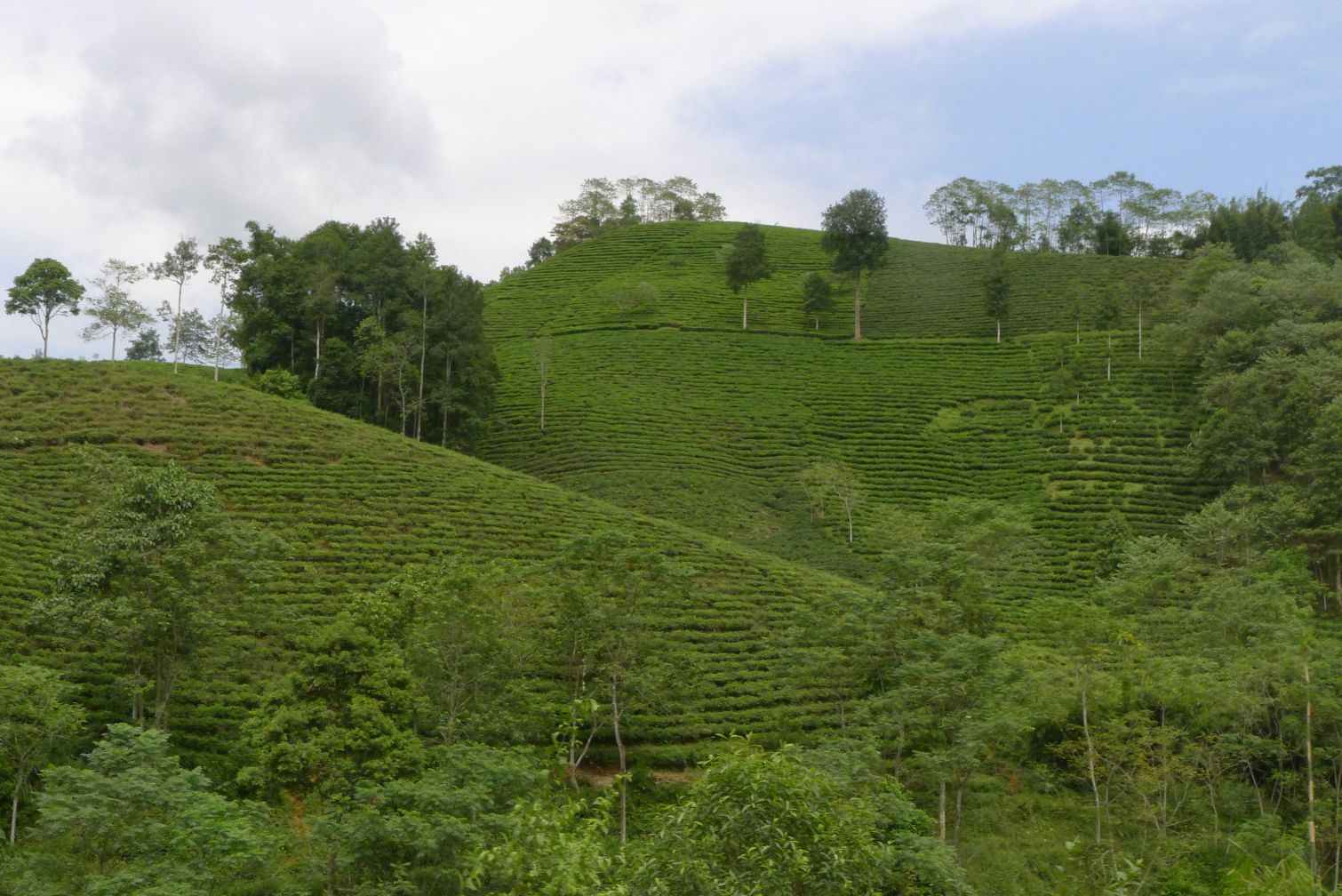
Tee-Pflanzungen in der westlichen Yên Bái-Provinz

## Bevölkerung
Gemäß der Bevölkerungsstatistik von 2009 hatte Yên Bái 740.397 Einwohner, davon lebten 139.374 (18,8 %) in Städten. 254.733 (34,4 %) waren jünger als 18 Jahre, 58.638 (7,9 %) 60 Jahre und älter.
342.892 Bewohner (46,3 %) waren ethnische Vietnamesen (Kinh), 135.314 (18,3 %) gehörten der Volksgruppe der Tay an, 83.888 (11,3 %) den Yao (Dao), 81.921 (11,1 %) den Hmong, 53.104 (7,2 %) wurden der Thái-Nationalität zugeordnet, 14.821 (2 %) den Nung und 14.619 den Mường.